# Leonard Calvert
Leonard Calvert, född 1606, död den 9 juni 1647, var en engelsk koloniguvernör. Han var son till George Calvert, 1:e baron Baltimore.
Calvert utsändes i november 1633 till Maryland av sin bror Cecil med omkring 200 katolska kolonister och blev kolonins egentlige grundläggare. I mars 1634 anlades det första nybygget (St. Mary's) i Potomac-floden. Calvert hade under de första åren att utstå många svårigheter av kolonister i grannskapet, vilka sökte uppreta indianerna och Virginias myndigheter mot nykomlingarna. Staten Maryland reste 1890 ett monument över honom och hans hustru i St. Mary's, Marylands första huvudstad.